# 1. česká hokejová liga 2013/2014
1. česká hokejová liga 2013/14 je 21. ročníkem české druhé nejvyšší soutěže. Z extraligy do tohoto ročníku nikdo nesestoupil, naopak z 2. ligy do tohoto ročníku postoupilo mužstvo HC AZ Havířov 2010.

## Systém soutěže
Soutěž má 14 klubů. V základní části se celky střetnou každý s každým 4× (2× doma a 2× venku). To jest celkem 52 kol. Poté bude následovat play-off, do kterého se probojuje 1. - 8. tým tabulky. Vyřazovací boje (čtvrtfinále a semifinále) se odehrají na 4 vítězné zápasy. Vítězové semifinále postoupí do baráže o extraligu. Kluby z 9. - 14. pozice utvoří šestičlennou skupinu play-out, ve které se utkají dvoukolově každý s každým (celkem 10 kol), přičemž se budou počítat i všechny výsledky ze základní části. Poslední dva celky budou hájit svoji prvoligovou příslušnost v baráži proti vítězům play-off jednotlivých skupin 2. ligy. Baráž o 1. ligu se bude hrát jako pětičlenná skupina systémem dvoukolově každý s každým (doma a venku).

## Kluby podle krajů
- Ústecký kraj: HC Slovan Ústečtí Lvi, HC Stadion Litoměřice, HC Most, SK Kadaň
- Vysočina: HC Dukla Jihlava, HC Rebel Havlíčkův Brod, SK Horácká Slavia Třebíč
- Středočeský kraj: HC Benátky nad Jizerou, HC Medvědi Beroun 1933, BK Mladá Boleslav
- Olomoucký kraj: Salith Šumperk, HC Olomouc
- Moravskoslezský kraj: HC AZ Havířov 2010
- Jihočeský kraj: ČEZ Motor České Budějovice

## Stadiony
| Klub                       | Stadion                           | Kapacita |
| -------------------------- | --------------------------------- | -------- |
| HC Slovan Ústečtí Lvi      | Zlatopramen Arena                 | 6 500    |
| BK Mladá Boleslav          | ŠKO-ENERGO Aréna                  | 4 200    |
| HC Dukla Jihlava           | Horácký zimní stadion Jihlava     | 7 500    |
| HC Olomouc                 | Zimní stadion Olomouc             | 5 500    |
| HC Rebel Havlíčkův Brod    | Kotlina                           | 4 000    |
| SK Horácká Slavia Třebíč   | Zimní stadion města Třebíče       | 5 000    |
| SK Kadaň                   | Stadion města Kadaň               | 3 000    |
| HC Benátky nad Jizerou     | Zimní stadion Benátky nad Jizerou | 1 500    |
| HC Stadion Litoměřice      | Kalich aréna                      | 1 750    |
| HC Medvědi Beroun 1933     | Zimní stadion Beroun              | 2 272    |
| HC Most                    | Zimní stadion Most                | 1 646    |
| Salith Šumperk             | Tyršův stadion                    | 3 500    |
| HC AZ Havířov 2010         | K&K PNEU Aréna                    | 5 100    |
| ČEZ Motor České Budějovice | Budvar aréna                      | 6 421    |

## Konečná tabulka
| Vysvětlivka                    |
| ------------------------------ |
| Postup do čtvrtfinále play off |
| Účastník play out              |

| Poř. | Tým                        | Z  | V  | VP | PP | P  | VG  | OG  | B   |
| ---- | -------------------------- | -- | -- | -- | -- | -- | --- | --- | --- |
| 1.   | BK Mladá Boleslav          | 52 | 39 | 3  | 3  | 7  | 208 | 95  | 126 |
| 2.   | HC Olomouc                 | 52 | 34 | 1  | 3  | 14 | 176 | 87  | 107 |
| 3.   | HC Dukla Jihlava           | 52 | 28 | 8  | 2  | 14 | 166 | 120 | 102 |
| 4.   | HC Rebel Havlíčkův Brod    | 52 | 27 | 3  | 2  | 20 | 143 | 142 | 89  |
| 5.   | SK Horácká Slavia Třebíč   | 52 | 23 | 5  | 5  | 19 | 133 | 118 | 84  |
| 6.   | HC AZ Havířov 2010         | 52 | 24 | 5  | 2  | 21 | 151 | 143 | 84  |
| 7    | HC Stadion Litoměřice      | 52 | 21 | 5  | 6  | 20 | 154 | 151 | 79  |
| 8.   | HC Benátky nad Jizerou     | 52 | 19 | 5  | 7  | 21 | 129 | 133 | 74  |
| 9.   | ČEZ Motor České Budějovice | 52 | 17 | 5  | 4  | 26 | 115 | 126 | 65  |
| 10.  | HC Slovan Ústečtí Lvi      | 52 | 18 | 4  | 3  | 27 | 146 | 157 | 65  |
| 11.  | Salith Šumperk             | 52 | 14 | 9  | 3  | 26 | 139 | 182 | 63  |
| 12.  | SK Kadaň                   | 52 | 17 | 2  | 8  | 25 | 111 | 143 | 63  |
| 13.  | HC Medvědi Beroun 1933     | 52 | 15 | 2  | 7  | 28 | 100 | 168 | 56  |
| 14.  | HC Most                    | 52 | 9  | 2  | 4  | 37 | 113 | 219 | 35  |

- V případě rovnosti bodů rozhoduje bilance vzájemných zápasů.

## Hráčské statistiky základní části

### Kanadské bodování
Toto je konečné pořadí hráčů podle dosažených bodů. Za jeden vstřelený gól nebo přihrávku na gól hráč získal jeden bod.
| Poř. | Hráč            | Tým                   | Z  | G  | A  | B  | TM | +/- |
| ---- | --------------- | --------------------- | -- | -- | -- | -- | -- | --- |
| 1.   | Tomáš Čachotský | HC Dukla Jihlava      | 44 | 18 | 47 | 65 | 44 | 25  |
| 2.   | Tomáš Klimenta  | BK Mladá Boleslav     | 49 | 22 | 36 | 58 | 34 | 39  |
| 3.   | Tomáš Nouza     | BK Mladá Boleslav     | 50 | 34 | 23 | 57 | 34 | 25  |
| 4.   | David Výborný   | BK Mladá Boleslav     | 40 | 13 | 42 | 55 | 24 | 31  |
| 5.   | Michal Broš     | BK Mladá Boleslav     | 48 | 19 | 35 | 54 | 51 | 37  |
| 6.   | Miloslav Čermák | HC Stadion Litoměřice | 52 | 29 | 24 | 53 | 62 | 5   |
| 7.   | Denis Kindl     | HC Olomouc            | 52 | 16 | 31 | 47 | 81 | 26  |
| 8.   | Radek Hubáček   | HC Dukla Jihlava      | 48 | 17 | 27 | 44 | 47 | 18  |
| 9.   | Jaroslav Roubík | HC Slovan Ústečtí Lvi | 48 | 22 | 21 | 43 | 24 | 4   |
| 10.  | Adam Zeman      | HC Dukla Jihlava      | 45 | 28 | 13 | 41 | 18 | 13  |

### Hodnocení brankářů
Toto je konečné pořadí nejlepších deset brankářů.
| Poř. | Hráč          | Tým                        | Z  | MIN  | OG | PZ   | PS   | POG  | Úsp%  |
| ---- | ------------- | -------------------------- | -- | ---- | -- | ---- | ---- | ---- | ----- |
| 1.   | Tomáš Vošvrda | HC Olomouc                 | 29 | 1686 | 46 | 769  | 815  | 1.64 | 94.36 |
| 2.   | Michal Valent | BK Mladá Boleslav          | 31 | 1884 | 52 | 865  | 917  | 1.66 | 94.33 |
| 3.   | Tomáš Halász  | HC Olomouc                 | 25 | 1443 | 39 | 648  | 687  | 1.62 | 94.32 |
| 4.   | Ondřej Kacetl | HC Rebel Havlíčkův Brod    | 21 | 1258 | 45 | 733  | 778  | 2.15 | 94.22 |
| 5.   | Matúš Kostúr  | SK Kadaň                   | 22 | 1208 | 42 | 683  | 725  | 2.09 | 94.21 |
| 6.   | Hynek Kůdela  | ČEZ Motor České Budějovice | 26 | 1567 | 51 | 696  | 747  | 1.95 | 93.17 |
| 7.   | Roman Will    | BK Mladá Boleslav          | 20 | 1204 | 37 | 481  | 518  | 1.84 | 92.86 |
| 8.   | David Rittich | HC Dukla Jihlava           | 41 | 2353 | 81 | 1035 | 1116 | 2.07 | 92.74 |
| 9.   | Martin Falter | SK Horácká Slavia Třebíč   | 33 | 1957 | 73 | 921  | 994  | 2.24 | 92.66 |
| 10.  | Jan Strmeň    | SK Kadaň                   | 26 | 1431 | 63 | 793  | 856  | 2.64 | 92.64 |

## Play off

### Pavouk
|  | Čtvrtfinále              | Čtvrtfinále              |                   |       | Semifinále | Semifinále |  |  | Finále | Finále |
|  |                          |                          |                   |       |            |            |  |  |        |        |
|  |                          |                          |                   |       |            |            |  |  |        |        |
|  | BK Mladá Boleslav        | 4                        |                   |       |            |            |  |  |        |        |
|  | BK Mladá Boleslav        | 4                        |                   |       |            |            |  |  |        |        |
|  | HC Benátky nad Jizerou   | 2                        |                   |       |            |            |  |  |        |        |
|  | HC Benátky nad Jizerou   | 2                        | BK Mladá Boleslav | 4     |            |            |  |  |        |        |
|  |                          |                          | BK Mladá Boleslav | 4     |            |            |  |  |        |        |
|  |                          | SK Horácká Slavia Třebíč | 0                 |       |            |            |  |  |        |        |
|  | HC Rebel Havlíčkův Brod  | SK Horácká Slavia Třebíč | 0                 | 1     |            |            |  |  |        |        |
|  | HC Rebel Havlíčkův Brod  |                          |                   | 1     |            |            |  |  |        |        |
|  | SK Horácká Slavia Třebíč | 4                        |                   |       |            |            |  |  |        |        |
|  | SK Horácká Slavia Třebíč | 4                        | BK Mladá Boleslav | Baráž |            |            |  |  |        |        |
|  |                          |                          | BK Mladá Boleslav | Baráž |            |            |  |  |        |        |
|  |                          | HC Olomouc               | Baráž             |       |            |            |  |  |        |        |
|  | HC Olomouc               | HC Olomouc               | Baráž             | 4     |            |            |  |  |        |        |
|  | HC Olomouc               |                          |                   | 4     |            |            |  |  |        |        |
|  | HC Stadion Litoměřice    | 2                        |                   |       |            |            |  |  |        |        |
|  | HC Stadion Litoměřice    | 2                        | HC Olomouc        | 4     |            |            |  |  |        |        |
|  |                          |                          | HC Olomouc        | 4     |            |            |  |  |        |        |
|  |                          | HC Dukla Jihlava         | 1                 |       |            |            |  |  |        |        |
|  | HC Dukla Jihlava         | HC Dukla Jihlava         | 1                 | 4     |            |            |  |  |        |        |
|  | HC Dukla Jihlava         |                          |                   | 4     |            |            |  |  |        |        |
|  | HC AZ Havířov 2010       | 0                        |                   |       |            |            |  |  |        |        |
|  | HC AZ Havířov 2010       | 0                        |                   |       |            |            |  |  |        |        |

### Čtvrtfinále
- BK Mladá Boleslav - HC Benátky nad Jizerou 5:2 (2:1, 2:1, 1:0)
- BK Mladá Boleslav - HC Benátky nad Jizerou 3:1 (1:0, 1:0, 1:1)
- HC Benátky nad Jizerou - BK Mladá Boleslav 2:5 (1:2, 0:1, 1:2)
- HC Benátky nad Jizerou - BK Mladá Boleslav 3:2 (0:1, 1:1, 2:0)
- BK Mladá Boleslav - HC Benátky nad Jizerou 4:5 (1:1, 1:1, 2:3)
- HC Benátky nad Jizerou - BK Mladá Boleslav 0:2 (0:0, 0:1, 0:1)
- Konečný stav série 4:2 na zápasy pro BK Mladá Boleslav

- HC Olomouc - HC Stadion Litoměřice 4:1 (0:0, 3:1, 1:0)
- HC Olomouc - HC Stadion Litoměřice 7:1 (0:0, 2:0, 5:1)
- HC Stadion Litoměřice - HC Olomouc 3:2 (SN) (0:1, 2:0, 0:1 - 0:0)
- HC Stadion Litoměřice - HC Olomouc 4:3 (SN) (1:1, 2:2, 0:0 - 0:0)
- HC Olomouc - HC Stadion Litoměřice 6:0 (1:0, 0:0, 5:0)
- HC Stadion Litoměřice - HC Olomouc 2:3 (1:1, 1:2, 0:0)
- Konečný stav série 4:2 na zápasy pro HC Olomouc

- HC Dukla Jihlava - HC AZ Havířov 2010 2:0 (2:0, 0:0, 0:0)
- HC Dukla Jihlava - HC AZ Havířov 2010 5:3 (1:0, 4:2, 0:1)
- HC AZ Havířov 2010 - HC Dukla Jihlava 2:3 (1:1, 0:0, 1:2)
- HC AZ Havířov 2010 - HC Dukla Jihlava 1:2 (1:1, 0:0, 0:1)
- Konečný stav série 4:0 na zápasy pro HC Dukla Jihlava

- HC Rebel Havlíčkův Brod - SK Horácká Slavia Třebíč 2:3 (SN) (0:1, 1:0, 1:1 - 0:0)
- HC Rebel Havlíčkův Brod - SK Horácká Slavia Třebíč 1:2 (SN) (0:1, 0:0, 1:0 - 0:0)
- SK Horácká Slavia Třebíč - HC Rebel Havlíčkův Brod 3:2 (PP) (1:0, 0:0, 1:2 - 1:0)
- SK Horácká Slavia Třebíč - HC Rebel Havlíčkův Brod 2:1 (PP) (1:0, 0:1, 0:0 - 1:0)
- HC Rebel Havlíčkův Brod - SK Horácká Slavia Třebíč 1:6 (0:3, 0:0, 1:3)
- Konečný stav série 1:4 na zápasy pro SK Horácká Slavia Třebíč

### Semifinále
- BK Mladá Boleslav - SK Horácká Slavia Třebíč 4:2 (1:0, 0:1, 3:1)
- BK Mladá Boleslav - SK Horácká Slavia Třebíč 4:2 (2:2, 1:0, 1:0)
- SK Horácká Slavia Třebíč - BK Mladá Boleslav 0:1 (0:0, 0:1, 0:0)
- SK Horácká Slavia Třebíč - BK Mladá Boleslav 1:4 (0:2, 0:1, 1:1)
- Konečný stav série 4:0 na zápasy pro BK Mladá Boleslav, která tak postoupila do baráže o extraligu.

- HC Olomouc - HC Dukla Jihlava 2:0 (0:0, 1:0, 1:0)
- HC Olomouc - HC Dukla Jihlava 3:1 (1:0, 0:1, 2:0)
- HC Dukla Jihlava - HC Olomouc 3:4 PP (2:2, 1:0, 0:1 - 0:1)
- HC Dukla Jihlava - HC Olomouc 2:0 (0:0, 2:0, 0:0)
- HC Olomouc - HC Dukla Jihlava 5:2 (2:0, 1:2, 2:0)

- Konečný stav série 4:1 na zápasy pro HC Olomouc, která tak postoupila do baráže o extraligu.

## Play out
| Vysvětlivka                                        |
| -------------------------------------------------- |
| Uhájení prvoligové příslušnosti i pro další ročník |
| Účastník baráže o 1. ligu                          |

| Poř. | Tým                        | Z  | V  | VP | PP | P  | VG  | OG  | B  |
| ---- | -------------------------- | -- | -- | -- | -- | -- | --- | --- | -- |
| 9.   | Salith Šumperk             | 61 | 19 | 11 | 4  | 27 | 177 | 205 | 83 |
| 10.  | HC Slovan Ústečtí Lvi      | 61 | 22 | 5  | 4  | 30 | 172 | 183 | 80 |
| 11.  | SK Kadaň                   | 61 | 21 | 3  | 9  | 28 | 140 | 166 | 78 |
| 12.  | ČEZ Motor České Budějovice | 61 | 20 | 7  | 4  | 30 | 141 | 156 | 78 |
| 13.  | HC Medvědi Beroun 1933     | 61 | 20 | 2  | 9  | 30 | 131 | 193 | 73 |
| 14.  | HC Most                    | 61 | 9  | 2  | 5  | 45 | 130 | 259 | 36 |

- k 23.3.2014

## Baráž o 1. ligu
| Vysvětlivka                |
| -------------------------- |
| Účastník 1. ligy 2014/2015 |
| Účastník 2. ligy 2014/2015 |

| Poř. | Tým                    | Z | V | VP | PP | P | VG | OG | B  |
| ---- | ---------------------- | - | - | -- | -- | - | -- | -- | -- |
| 1.   | HC Most                | 8 | 6 | 0  | 0  | 2 | 34 | 13 | 18 |
| 2.   | LHK Jestřábi Prostějov | 8 | 5 | 0  | 1  | 2 | 36 | 22 | 16 |
| 3.   | HC Baník Sokolov       | 8 | 4 | 1  | 1  | 2 | 20 | 16 | 15 |
| 4.   | SC Kolín               | 8 | 3 | 0  | 0  | 5 | 21 | 30 | 9  |
| 5.   | HC Medvědi Beroun 1933 | 8 | 0 | 1  | 0  | 7 | 15 | 45 | 2  |